# Eboa Lotin
Pour les articles homonymes, voir Lotin.
Emmanuel Eboa Lotin, né le 7 août 1942 à Douala (Cameroun) et mort le 6 octobre 1997 à Douala, est un chanteur et compositeur camerounais.

## Biographie

### Enfance, éducation et débuts
Eboa Lotin est né d'une mère ménagère et d’Adolphe Lotin Same, pasteur baptiste de l'Église baptiste native du Cameroun. Ses parents meurent alors qu'il n'a que 3 ans. Une atrophie due à l’injection de quinine lui paralyse la jambe gauche à un très jeune âge. Il se lance dans la musique à l’âge de huit ans. Ancien élève de l’école principale d’Akwa, il n'a jamais connu les bancs du secondaire car il a arrêté les études en 6e année primaire (Cours moyen 2e année). Il se dit « analphabète régulier ». En 1962, il n’a alors que 20 ans quand il compose sa première chanson Mulema mam (mon cœur). Il raconte dans cette chanson l’histoire d’un jeune couple sans expérience dans lequel le mari accorde le divorce à sa femme car il n’a pas assez d'argent pour satisfaire les ambitions démesurées de sa femme. Il enregistra ce chef-d'œuvre dans les studios de Radio-Douala, connut beaucoup de succès mais ne lui rapportant que très peu de satisfaction matérielle.

### Carrière
Il reste confiant et cultive son amour pour le don qu’il possède de naissance, il continue à travailler jour et nuit jusqu'à ce qu'il ait rencontré le succès. Il compose ensuite cinq autres chansons, dont le fameux Mbemb’a mot’a sawa, titre grâce auquel il remporte le 1er prix du Concours Vick’s Vedette (avec Duke Ellington, président du jury et Miriam Makeba membre du jury), titre qui lui permet de découvrir la ville de Paris. Il en profite pour enregistrer ses plus grands succès (aux éditions Philips). Matumba Matumba et Bésombe remporte un succès panafricain et international.
Il est ensuite invité au 1er festival panafricain d’Alger en juillet 1969 où il représente le Cameroun .
Eboa Lotin est alors invité en 1969 par :
- L’empereur Bokassa 1er, en Centrafrique ;
- Marien Ngouabi, en République du Congo, lors de la naissance du PCT ;
- Omar Bongo, au Gabon, lors du 10e anniversaire de la rénovation (mars 1970) ;
- Mobutu Sese Seko, au Zaïre.

## Discographie
Eboa Lotin aura été un artiste prolifique. Une quinzaine de 45 tours, une demi douzaine de 33 tours, 6 cassettes audio, 2 cd audio et à titre posthume, un coffret collector de 3 CDs.

### 45 tours
Eboa Lotin a été signé tour à tour chez Philipps (Paris, France) et chez Satel (Cotonou, Benin).
- Mbemb’a Mot’a Sawa & Mulema Mam – Philips 370 952 (1967)
- Munyenge Ma Ngando & Myobe Masu – Philips 370 954 (1967)
- Besombe & Martine – Philips 370 958 (1968)
- Elimb’a Dikalo & Muto Ama Lema Mba – Philips 370 956 (1969)
- Ngon’a Mulato & Da Longo – Philips 370 963 (1970)
- Ndeng’am & Tatanu – Philips 6091 017 (1971)
- Sodom Na Gomorha & Mabola – Philips 6091 029 (1972)
- Boo & Na Tondi Nika – Philips 6091 033 (1973)
- A Manu & Bobe – Sat 047 (1975)
- Ekon (Zua) & Ja’Le – Sat 048 (1975)
- Alleluia & West Africa – Sat 089 (1976)

### 33 tours
En cours de rédaction.

### Cassettes audio
Toute l'oeuvre à date d'Eboa Lotin, dans les années '90 tient sur 6 albums cassettes audio :
- Cassette d'or Volume 1
- Cassette d'or Volume 2
- Anthologie : Hommage à Francis Bebey
- Musique anti-crise Volume 1
- Musique anti-crise Volume 2
- Les trois visages

### CDs
En 1995, TJR représenté par Aladji Touré, converti une partie du vaste répertoire de l'artiste en 2 CDs de 12 titres chacun :
- Or pur Volume 1
- Or pur Volume 2

En mars 2009, la succession Eboa Lotin, dans le cadre des activités « Eboa Lotin, Family & Friends » produit le coffret collector « Remember Eboa Lotin ». Il est composé de 3 CDs de 12 titres chacun.

## Décès
Il meurt le 6 octobre 1997 à Douala, vers 17 heures, à l’hôpital Laquintinie. Sa dernière œuvre sortira quelque temps plus tard, à titre posthume, intitulée « Forever » (« À jamais »), qui compte sept chansons.

## Vie personnelle
Père de cinq enfants, Lynda, Henri, Jackie, Cathy et Samuel, il a partagé sa vie entre sa famille, sa foi, sa musique (près de 70 chansons) et sa sculpture. Il est l’oncle de la chanteuse Kaïssa.